# Leutershausen an der Bergstraße
Leutershausen an der Bergstraße ist einer der beiden Teilorte der Gemeinde Hirschberg an der Bergstraße im Norden des Rhein-Neckar-Kreises im Nordwesten Baden-Württembergs. Der Ort wurde 877 im Lorscher Codex erstmals erwähnt, 897 erstmals mit dem Namen Liuthereshusen. Der Namenszusatz „an der Bergstraße“ wurde 1964 von der Landesregierung genehmigt.
Die heutige Gemeinde Hirschberg entstand am 1. Januar 1975 durch die Vereinigung der beiden bis dahin selbständigen nordbadischen Gemeinden Großsachsen und Leutershausen. Beide Orte gehörten jahrhundertelang zur Kurpfalz.

## Geographie und Geologie
Leutershausen liegt im Norden des Rhein-Neckar-Kreises unweit der Grenze zu Hessen. Direkte Nachbarorte sind Großsachsen im Norden und Heiligkreuz im Osten, das zur Großen Kreisstadt Weinheim gehört, die Stadt Schriesheim im Süden und die Gemeinde Heddesheim im Westen. Nächstgrößere Städte in der Nähe sind Heidelberg elf Kilometer südlich und Mannheim 16 Kilometer westlich.
Zu Leutershausen gehört der Wohnplatz Im Schwanenstein sowie der aufgegangene Ort Waid und Speck.
In der Rheinebene verläuft der nördliche Neckarschwemmkegel. Im nördlichen Teil befinden sich Tonböden mit Ackerzahlen bis 58. Nach Süden hin herrschen Lehmböden vor und es werden Ackerzahlen bis 93 erreicht. Im Bereich der Bergstraße sind noch bessere Böden, hauptsächlich Löß, mit Werten bis 99. Angebaut wird insbesondere Obst, Gemüse und Wein, früher auch Tabak.

## Wappen

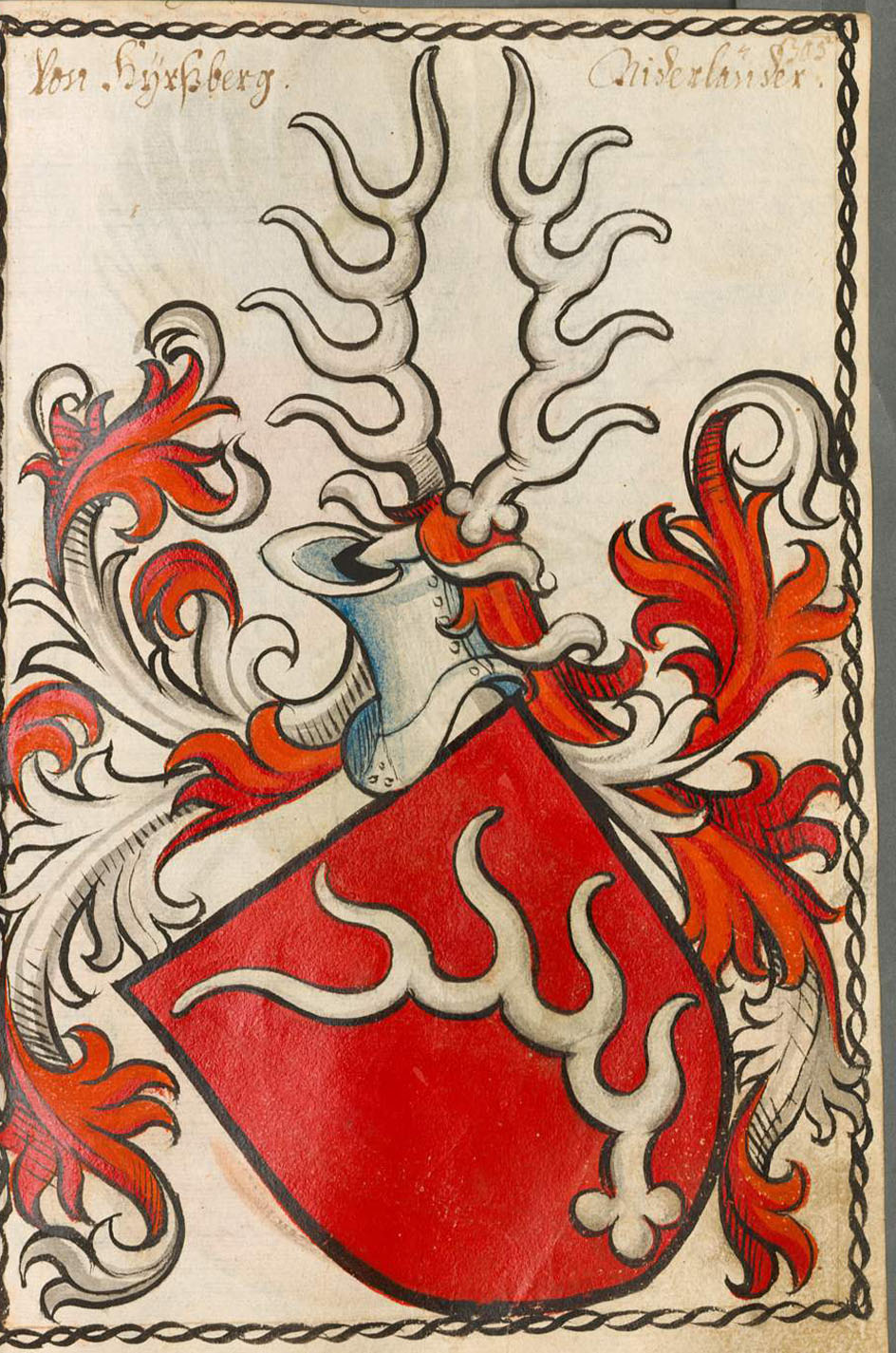
Wappen der Hirschberger im Scheiblerschen Wappenbuch (15. Jh.)

Die Hirschstange auf rotem Grund war das Wappenbild des Adelsgeschlechts der Hirschberger, der Ortsherren Leutershausens bis 1611. Seit 1961 war der Schild offizielles Wappen von Leutershausen. Wappenbeschreibung: In Rot eine aufrechte, linke, fünfendige, silberne (weiße) Hirschstange.

## Geschichte

### Mittelalter

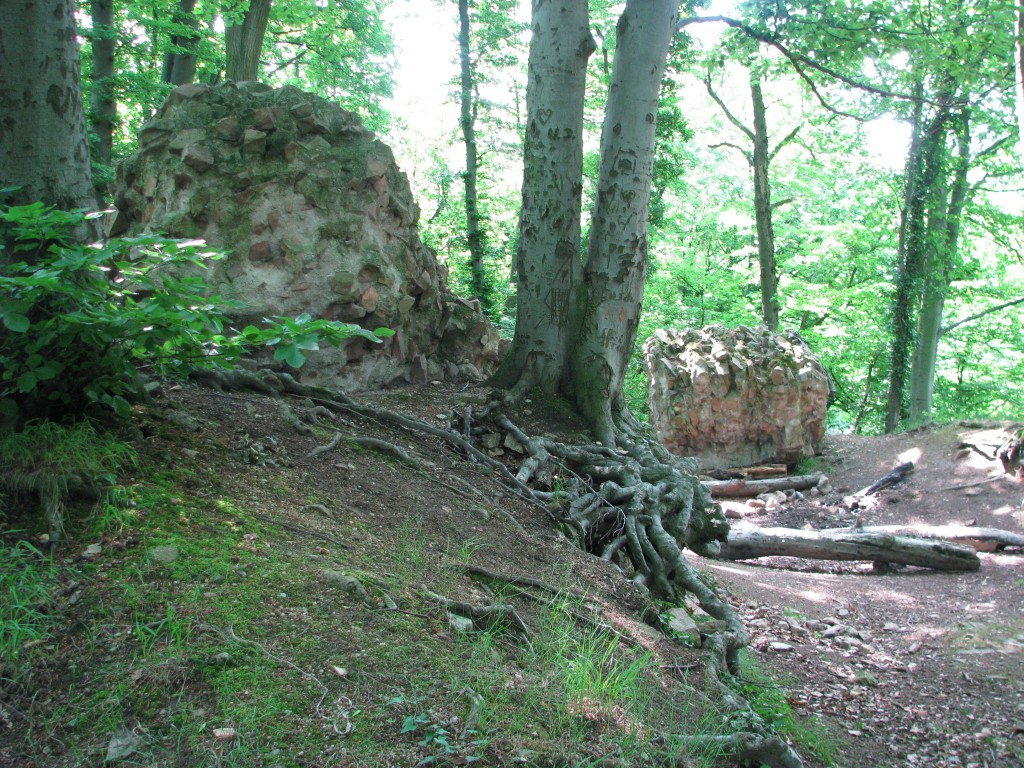
Brocken des Bergfrieds der Hirschburg

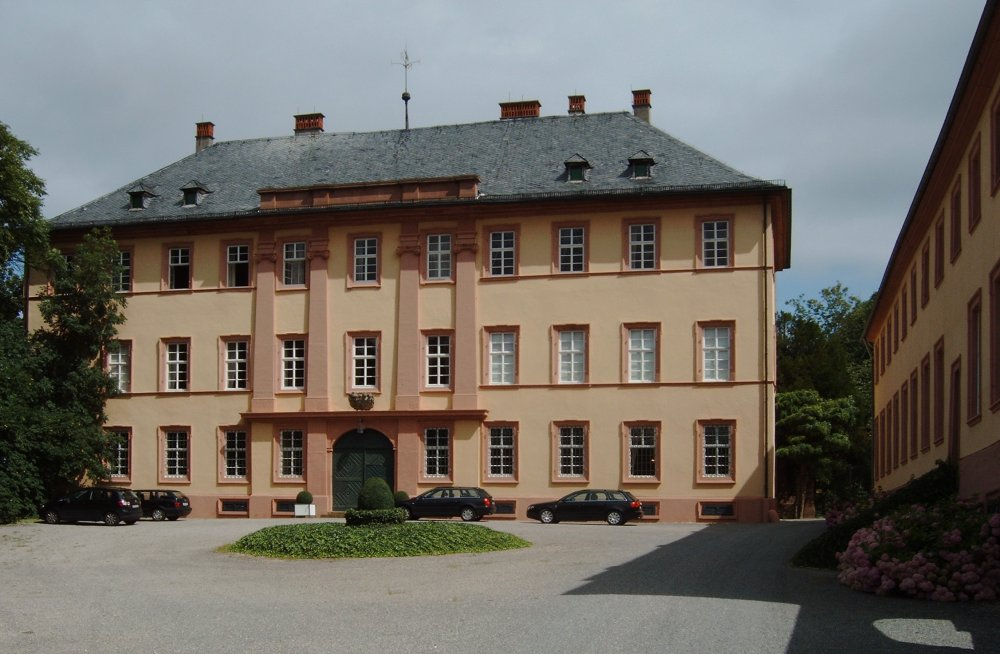
Das Schloss von 1716

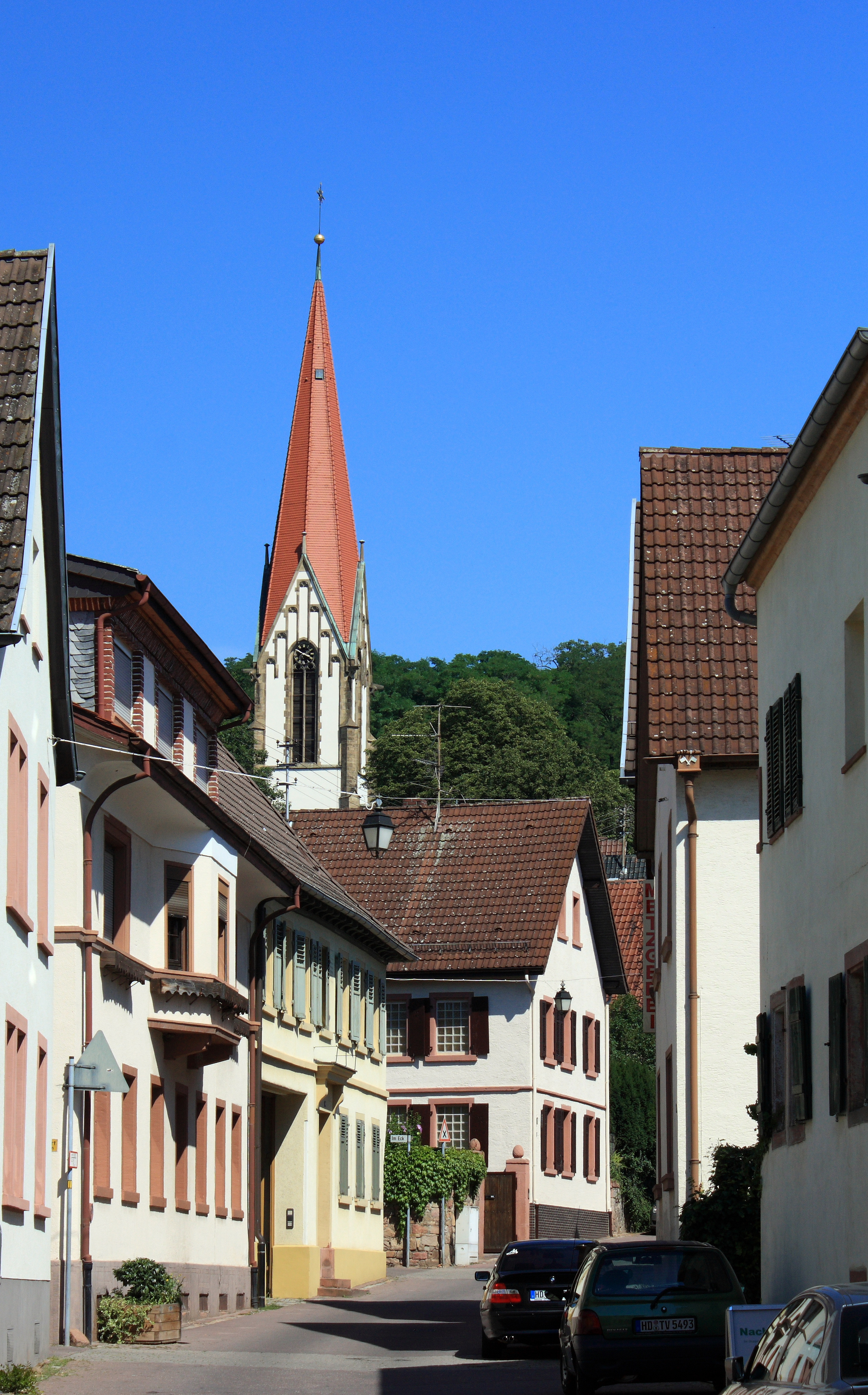
Die Vordergasse und Turm der Wallfahrtskirche Leutershausen

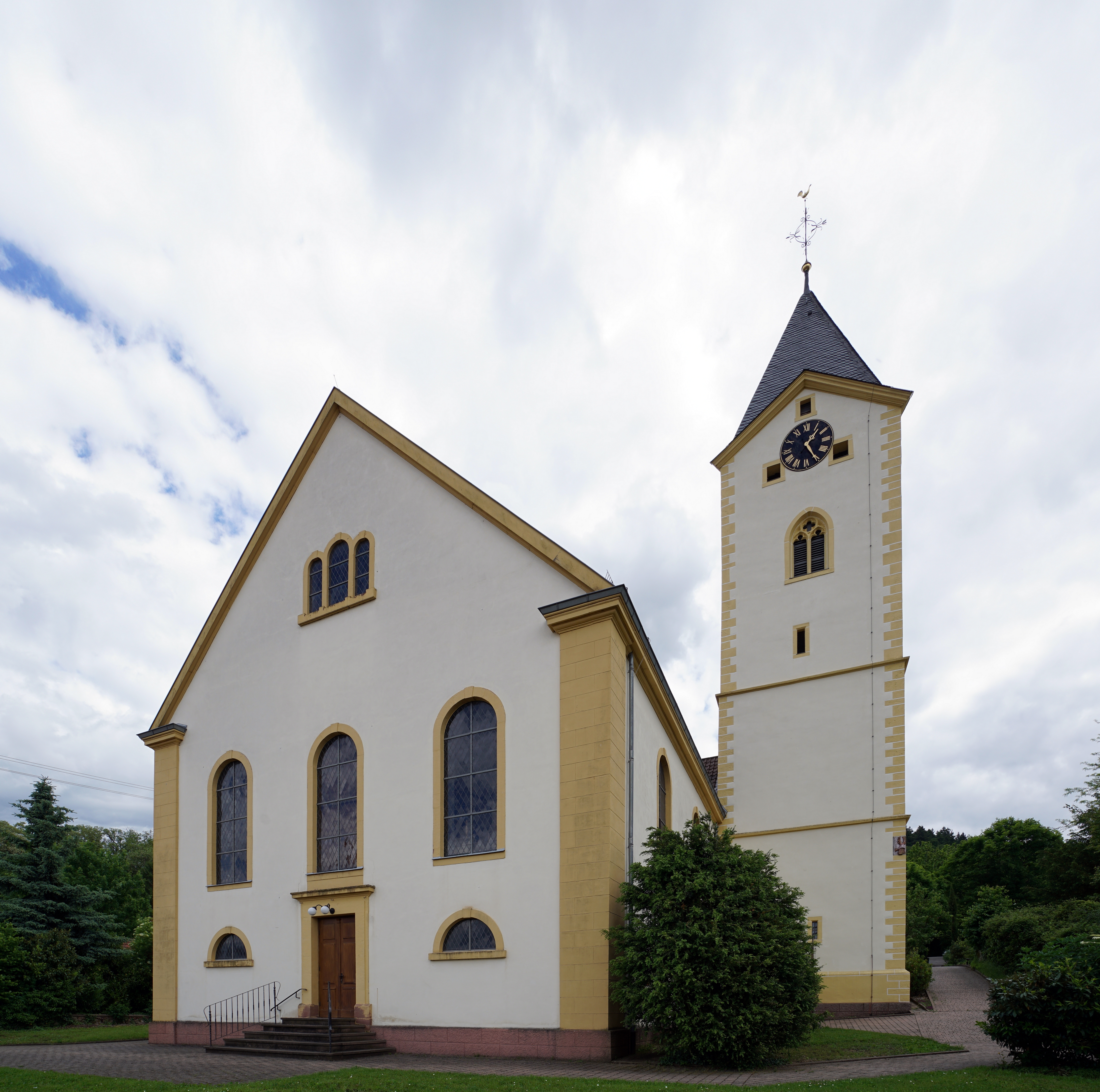
Evangelische Kirche Leutershausen

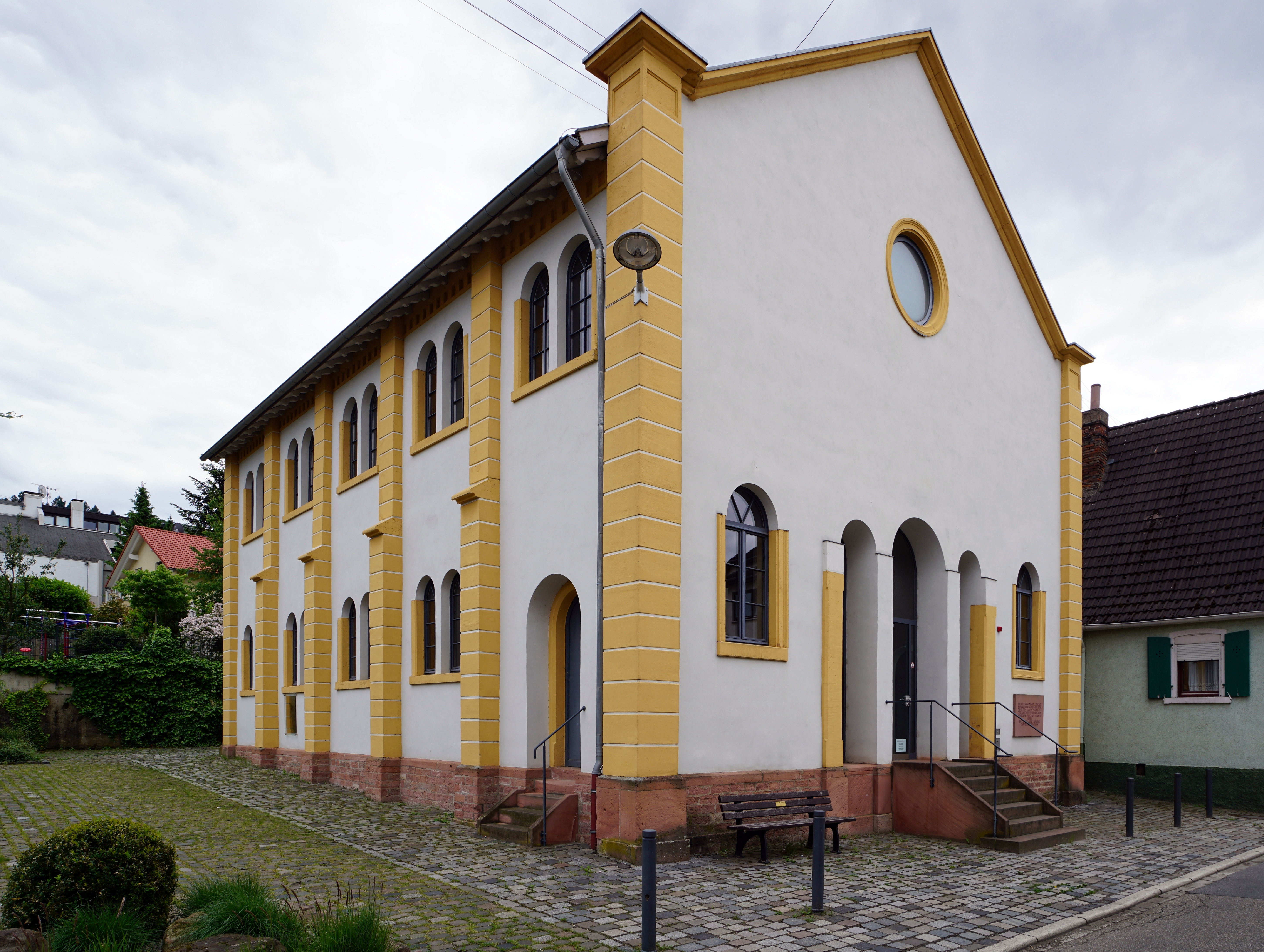
Ehemalige Synagoge Leutershausen

Der Ort wurde 877 als Husa zum ersten Mal im Lorscher Codex erwähnt, als der Adelige Liuthar seinen Besitz dem Kloster Lorsch schenkte. 897 wurde der Ort im Codex erstmals Liuthereshusen genannt. Im 10. Jahrhundert war Leutershausen Sitz der Lorscher Verwaltung über den Ort selbst, Lützelsachsen, Hohensachsen, Großsachsen und Hege. Die Lorscher Herrschaftsrechte gingen Ende des 12. Jahrhunderts als pfälzisches Lehen an Markward von Annweiler. Die Lehenshoheit wurde von Kaiser Heinrich VI. beansprucht, fiel aber nach dessen Tod zurück an die Pfalzgrafen.

### Hirschberger und Hirschburg
1142 wurde erstmals das edelfreie Geschlecht der Hirschberger erwähnt, das seinen Sitz auf einer Burg oberhalb von Leutershausen hatte. Dort befinden sich heute im Wald die spärlichen Reste zweier Burgen, dem Schanzenköpfle und der etwas tiefer gelegenen Hirschburg. Aufgrund der Datierung von Scherbenfunden geht man davon aus, dass das Schanzenköpfle die ursprüngliche Hirschburg war und die Burg darunter später von einem Zweig der Familie, den Strahlenbergern, errichtet wurde. Sie übertrugen den Namen Strahlenburg im 13. Jahrhundert auf ihren neuen Stammsitz bei Schriesheim. Die Hirschburg wurden von einem Ministerialengeschlecht der Pfalzgrafen übernommen, die sich ebenfalls „von Hirschberg“ nannten. Sie hatten als Lehensleute grundherrschaftlichen Besitz und Rechte in Leutershausen, bis sie 1611 ausstarben.

### Neuzeit
Nach dem Aussterben der Hirschberger 1611 fiel das Lehen über Leutershausen an die Kurpfalz zurück. Während des Dreißigjährigen Kriegs wurde es vom bayerischen Kurfürsten erneut ausgegeben und von verschiedenen Adeligen ausgeübt. Im Dreißigjährigen Krieg und im Pfälzischen Erbfolgekrieg wurde Leutershausen verwüstet. Um 1700 ging das Lehen Leutershausen an die Grafen von Wiser, die bis 1716 das Schloss Wiser erbauten. Das Schloss befindet sich bis heute (Stand 2017) im Privatbesitz der Familie Graf von Wiser.
Mit dem Reichsdeputationshauptschluss fiel Leutershausen 1803 zusammen mit dem gesamten rechtsrheinischen Teil der Kurpfalz in den Machtbereich des Großherzogtums Baden und wurden dort dem Amt Weinheim angegliedert. 1892 wurden in Leutershausen Wasserleitungen verlegt und 1912 gab es elektrischen Strom.
Politisch waren seit 1871 die Liberalen die stärkste Strömung. Bei der Wahl zur Deutschen Nationalversammlung 1919 hatte die SPD (34,8 %) vor der katholischen Zentrumspartei (30,4 %) die größten Stimmanteile, gefolgt von der nationalkonservativen DNVP (BP/DNVP, 23,2 %) und der linksliberalen Deutsche Demokratische Partei (DDP) (11,6 %). Während der Weimarer Republik dominierte in Leutershausen das Zentrum. Kurz vor Beginn der nationalsozialistischen Diktatur in Deutschland bei der Reichstagswahl Juli 1932 wurde in Leutershausen die NSDAP zur stärksten Partei gewählt (39,3 %), gefolgt vom Zentrum (32,7 %) und der SPD (20,1 %), die KPD erreichte (5,4 %) Stimmanteil.
Das Amt Weinheim, zu dem Leutershausen (wie Großsachsen) gehörte, wurde 1936 aufgelöst und dem Bezirksamt Mannheim angeschlossen. 1964 genehmigte die Landesregierung den Antrag Leutershausens, den Ortsnamen offiziell in Leutershausen an der Bergstraße umzubenennen. Mit der Kreisreform 1973 erfolgte die Eingliederung in den neugebildeten Rhein-Neckar-Kreis. Am 1. Januar 1975 schlossen sich Leutershausen und Großsachsen im Rahmen der baden-württembergischen Gebietsreform zur neuen Gemeinde Hirschberg an der Bergstraße zusammen.

### Einwohnerentwicklung
Bevölkerungsentwicklung in Leutershausen
| Jahr      | 1852 | 1871 | 1880 | 1890 | 1900 | 1910 | 1925 | 1933 | 1939 | 1950 | 1956 | 1961 | 1970 | 1974 | 2010 |
| --------- | ---- | ---- | ---- | ---- | ---- | ---- | ---- | ---- | ---- | ---- | ---- | ---- | ---- | ---- | ---- |
| Einwohner | 1379 | 1411 | 1576 | 1544 | 1720 | 1829 | 2023 | 2152 | 2169 | 3387 | 3380 | 3652 | 5148 | 5179 | 6141 |

## Religionen
Leutershausen gehörte – wie Großsachsen – im Mittelalter zur Pfarrei Hohensachsen. Als Leutershausen eine selbständige Pfarrei wurde, war es auch für den Teil Großsachsens südlich des Apfelbachs zuständig, während der nördliche Teil bei Hohensachsen verblieb. 1556 führte Kurfürst Ottheinrich die Reformation ein und auch alle folgenden Religionswechsel der Kurpfalz musste Leutershausen mitmachen. Im 18. Jahrhundert waren noch die Reformierten in der Mehrheit; bereits 1807 stellten die Katholiken aber mit fast 40 Prozent eine starke Minderheit. Nach dem Zweiten Weltkrieg stieg ihr Anteil durch die Aufnahme von Vertriebenen auf 51 Prozent im Jahr 1961. Seitdem gibt es in beiden Ortsteilen je eine Pfarrei beider Konfessionen.
Die evangelische Gemeinde gehört zum Kirchenbezirk Neckar-Bergstraße der Evangelischen Landeskirche in Baden.
Die katholische Gemeinde ist Teil der Seelsorgeeinheit Weinheim-Hirschberg und gehört zum Dekanat Heidelberg-Weinheim des Erzbistums Freiburg.
In Leutershausen wurden erstmals im 16. Jahrhundert jüdische Einwohner erwähnt, dann wieder seit dem Ende des 17. Jahrhunderts. Um 1864 gab es in Leutershausen, wo es auch eine Synagoge und eine jüdische Elementarschule gab, 165 jüdische Einwohner, mehr als 10 % der Bevölkerung. Anschließend sank die Zahl der jüdischen Einwohner, v. a. aufgrund von Abwanderung in die Städte. 1933 gab es noch 43 Juden in Leutershausen, die in den folgenden Jahren aufgrund der Repressalien in der Zeit des Nationalsozialismus zur Abwanderung gezwungen waren; 24 Einwohner konnten in die USA fliehen, fünf nach Palästina und zwei nach Argentinien, 2 jüdische Einwohner starben noch in Leutershausen. 12 jüdische Einwohner wurden deportiert und ermordet.

## Kultur und Sehenswürdigkeiten

### Bauwerke
Überreste der Burgruine auf dem Schanzenköpfle liegen in 400 Metern Höhe auf einem Sporn der Hohen Waid südöstlich von Leutershausen. Das Plateau auf dem künstlich geformten Hügel ist von einer Ringmauer umschlossen. Vom Schanzenköpfle führt ein Hohlweg zur 500 Meter nordwestlich entfernten, tiefergelegenen Ruine Hirschburg. Sie befindet sich in 300 Metern Höhe auf einem Bergvorsprung. Auf dem Plateau liegen die Reste des runden Bergfrieds aus Granit-Bruchstein.
Das Schloss der Grafen von Wiser wurde 1710–1716 von Johann Jakob Rischer erbaut. Die Fassade ist im oberitalienischen Stil der Zeit im Übergang von Renaissance zu Barock gehalten. Der mit einem Walmdach versehene kubische Bau besaß ursprünglich eine Kuppel, die aber 1801 wegen Einsturzgefahr durch einen klassizistischen Giebel und 1929 durch eine einfache Attikazone ersetzt wurde. Im 1730 vollendeten Schlosspark sind elf Statuen erhalten, die unter anderen griechische Gottheiten, die Jahreszeiten, Putten und die personifizierte Kurpfalz darstellen. Das Ensemble vervollständigen das Wirtschaftsgebäude, eine Zehntscheune, eine Remise, die Orangerie und die Loretokapelle, in der sich früher die Schwarze Madonna befand. Die Anlage wurde 1989 unter Denkmalschutz gestellt.
Die katholische Wallfahrtskirche St. Johannes Baptist wurde 1905–1907 in neugotischem Stil nach den Plänen von Ludwig Maier in Leutershausen errichtet. Der von Franz Hausch geschaffene Haupt- und die beiden Seitenaltäre gelten als besondere Werke der Holzschnitzerei. Zuvor befand sich eine katholische Kirche neben der Loretokapelle. Zu Beginn des 19. Jahrhunderts führte die Gemeinde einen Grundstückstausch mit dem Grafen von Wiser durch, um den Neubau errichten zu können. Er befindet sich auf den Grundmauern eines alten Hirschberger Lehenshofes. Aus der alten Kirche übernommen wurden unter anderen eine vergoldete Monstranz und eine Kreuzreliquie von 1760 sowie die Schwarze Madonna. Wallfahrten zu ihr sind seit der Weihe der Loreto-Kapelle 1742 belegt.
Die evangelische Kirche in Leutershausen mit angrenzendem Bibelgarten steht erhöht auf einem Hügel über dem Ort. Der Turm stammt aus der ersten Hälfte des 14. Jahrhunderts. Zwei Hirschberger Wappen an seiner Fassade erinnern an seine Erbauer. Das spitze Zeltdach wurde 1811 aufgesetzt. Das dreiachsige Langhaus wurde nach Plänen von Rabaliatti bis 1783 erbaut und der polygonale Chor folgte 1898.
Die Synagoge in Leutershausen wurde 1867/68 am Schriesheimer Tor errichtet. Nachdem die meisten jüdischen Familien aufgrund der nationalsozialistischen Repressionen Leutershausen verlassen hatten, gelangte die Synagoge per Vertrag im Mai 1938 an die Gemeinde Leutershausen, wodurch sie den Zerstörungen der Novemberpogrome 1938 entging. 1972 wurde die Synagoge unter Denkmalschutz gestellt und dient seit 2001, nach einer aufwendigen Restaurierung, als Kultur- und Begegnungsstätte. Im Jahr 2006 entwarf der schottische Glaskünstler John Kenneth Clark zwei Rosenfenster für die West- und Ostfassade.

### Sport und Freizeit

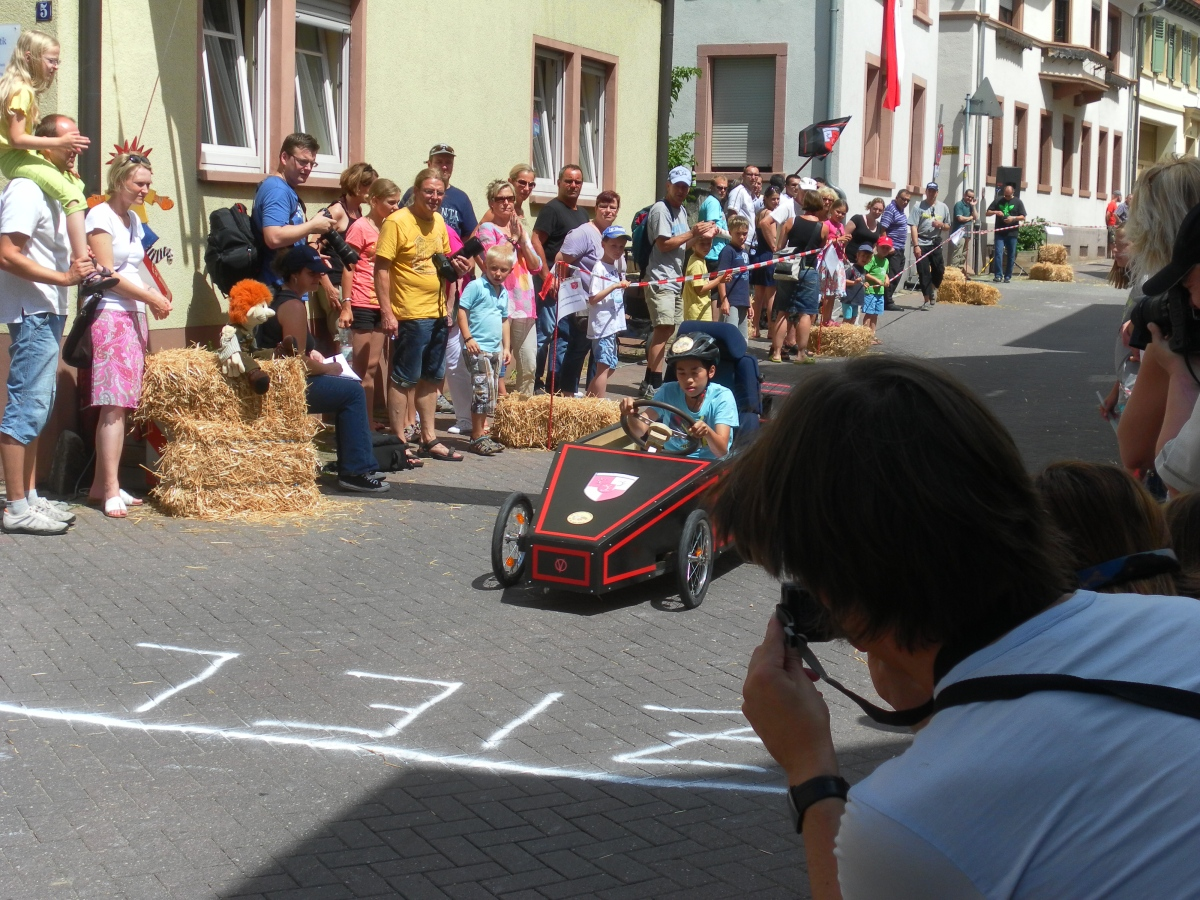
Seifenkistenrennen beim Straßenfest

Die größten Feste sind das Straßenfest in Leutershausen alljährlich im Juli und die Storchenkerwe im September.
Das 1952 erbaute Olympia-Kino in Leutershausen war 1997 aus wirtschaftlichen Gründen von Schließung bedroht, was durch die Gründung eines Förderkreises verhindert wurde. 2000 in einen Förderverein umgewandelt, ist dieser Förderkreis seit 2007 auch der Betreiber des Kommunalen Olympia Kinos und bietet ein tägliches Programm.
Überregional bekannt ist Leutershausen durch die sportlichen Erfolge der Handballmannschaften der SG Leutershausen. In den 1950er und 1960er Jahren wurde die SGL drei Mal deutscher Vizemeister im Feldhandball, 1969 Deutscher Feldhandball-Meister. Der größte Erfolg im modernen Hallenhandball war die Deutsche Meisterschaft 1968, außerdem wurde die SGL Vizemeister 1966, 1969 und 1992. Größte Erfolge im Jugendbereich waren die Deutsche Meisterschaft der männlichen A-Jugend 1987 und die Deutsche Vize-Meisterschaft der männlichen B-Jugend 1985. Die SG Leutershausen spielt in der 3. Liga, ab 2024 als Spielgemeinschaft Saase³Leutershausen Handball.
Seit 1999 findet das Radrennen Odenwald-Bike-Marathon immer im September mit Start und Ziel in Leutershausen statt.

### Bildung
In Leutershausen gibt es mit der Martin-Stöhr-Grundschule eine Grundschule sowie einen evangelischen und einen katholischen Kindergarten.
Die Gemeinde Hirschberg betreibt eine Bücherei mit Filiale im Ortsteil Leutershausen, dort gibt es außerdem eine katholische öffentliche Bücherei. Die Volkshochschule Badische Bergstraße hat eine Zweigstelle in Leutershausen.

## Verkehr
Durch Leutershausen führt die B 3 nach Weinheim beziehungsweise Heidelberg. Die parallel verlaufende, in den 1960ern gebaute, Autobahn A 5 ist mit dem eigenen Anschluss Hirschberg leicht erreichbar.
Die Bahnstrecke Frankfurt am Main–Heidelberg ist etwas abseits geführt und hat zwischen Großsachsen und Heddesheim den Bahnhof Heddesheim/Hirschberg.
Parallel zur B 3 führt die Linie 5 des Verkehrsverbunds Rhein-Neckar (VRN) (früher: Oberrheinische Eisenbahn (OEG)) in einem Rundkurs entlang der Bergstraße nach Weinheim, Heidelberg und Mannheim; Buslinien führen nach Weinheim, Großsachsen/Heddesheim sowie in den Odenwald.

## Persönlichkeiten
- Peter Pfisterer (1892–1961), Landwirt